# Kirker i Ribe Amt
Ribe Amt dannedes 1793 af det daværende Riberhus Amt. 
Det meste af Ribe Herred hørte indtil 1864 under Hertugdømmet Slesvig, men blev efter krigen udvekslet med forskellige Kongerigske enklaver der stammede tilbage fra Margrete 1.s tid.

## Anst Herred
- Andst Kirke
- Bække Kirke
- Gesten Kirke
- Hjarup Kirke
- Jordrup Kirke
- Lejrskov Kirke
- Seest Kirke
- Skanderup Kirke
- Vamdrup Kirke
- Veerst Kirke

## Gørding Herred
- Sankt Ansgar Kirke – Bramming Sogn
- Sankt Knud Kirke (Esbjerg Kommune)
- Darum Kirke
- Gørding Kirke
- Hunderup Kirke
- Jernved Kirke
- Gredstedbro Kirke – Jernved Sogn
- Vejrup Kirke
- Vilslev Kirke
- Åstrup Kirke

## Malt Herred
- Askov Kirke
- Brørup Kirke
- Folding Kirke
- Føvling Kirke
- Holsted Kirke
- Hovborg Kirke i Hovborg Sogn
- Johanneskirken (Vejen Kommune) i Brørup Sogn
- Lindknud Kirke
- Læborg Kirke
- Malt Kirke
- Sankt Peders Kirke (Vejen Kommune) i Sankt Peders Sogn (Vejen Kommune)
- Stenderup Kirke (Vejen Kommune) i Stenderup Sogn (Vejen Kommune)
- Vejen Kirke

## Ribe Herred
- Farup Kirke
- Hjortlund Kirke
- Kalvslund Kirke
- Mandø Kirke
- Obbekær Kirke
- Sankt Katharine Kirke (Esbjerg Kommune) i Sankt Katharine Sogn
- Ribe Domkirke
- Seem Kirke
- Vester Vedsted Kirke

## Skast Herred
- Agerbæk Kirke
- Alslev Kirke
- Bryndum Kirke
- Fåborg Kirke
- Esbjerg – Gjesing Kirke
- Esbjerg – Grundtvigskirken
- Esbjerg – Hjerting Kirke
- Esbjerg – Jerne Kirke
- Esbjerg – Kvaglund Kirke
- Esbjerg – Sædden Kirke
- Esbjerg – Treenighedskirken
- Esbjerg – Vor Frelsers Kirke
- Esbjerg – Zions Kirke
- Grimstrup Kirke
- Guldager Kirke
- Hostrup Kirke
- Nordby Kirke
- Næsbjerg Kirke
- Rousthøje Kirke
- Skads Kirke (Skast)
- Sneum Kirke
- Sønderho Kirke
- Tjæreborg Kirke
- Vester Nebel Kirke
- Vester Nykirke
- Vester Starup Kirke
- Årre Kirke
- Øse Kirke

## Slavs Herred
- Grene Kirke
- Billund Kirke – Grene Sogn
- Grindsted Kirke
- Hejnsvig Kirke
- Nollund Kirke i Nollund Sogn
- Skjoldbjerg Kirke i Skjoldbjerg Sogn
- Urup Kirke i Urup Sogn
- Vesterhede Kirke
- Vorbasse Kirke

## Vester Horne Herred
- Billum Kirke
- Børsmose Kirke i Børsmose Sogn
- Henne Kirke
- Ho Kirke
- Janderup Kirke
- Kvong Kirke
- Lunde Kirke
- Lydum Kirke
- Lønne Kirke
- Mosevrå Kirke
- Nørre Nebel Kirke
- Oksby Kirke
- Outrup Kirke (Varde Kommune) i Ovtrup Sogn (Varde Kommune)
- Sankt Jacobi Kirke – Varde Sogn
- Ål Kirke

## Øster Horne Herred
- Ansager Kirke
- Hodde Kirke
- Horne Kirke
- Skovlund Kirke
- Stenderup Kirke
- Tistrup Kirke
- Thorstrup Kirke
- Ølgod Kirke
- Bejsnap Kirke – Ølgod Sogn